# Metstaglar
Metstaglar (armeniska: Mets T’aghlar, azerbajdzjanska: Böyük Tağlar, armeniska: Մեծ Քաղլար, ryska: Мецтаглар, azerbajdzjanska: Metstağlar, armeniska: Mets T’agher, Մեծ Թաղեր, Մեծ Թաղլար, Mets K’aghlar) är en ort i Azerbajdzjan.   Den ligger i distriktet Xocavənd Rayonu, i den södra delen av landet, 260 km väster om huvudstaden Baku. Metstaglar ligger 902 meter över havet och antalet invånare är 1 411.
Terrängen runt Metstaglar är huvudsakligen kuperad, men åt sydväst är den bergig. Runt Metstaglar är det ganska glesbefolkat, med 25 invånare per kvadratkilometer.. Närmaste större samhälle är Müşkapat, 16,7 km norr om Metstaglar. 
Trakten runt Metstaglar består till största delen av jordbruksmark.